# Béziers Volley
O  Béziers Volley é um clube de voleibol feminino francês fundado em 1996

## História
Na temporada 2009-10  conquistou o título da terceira divisão do Campeonato Francês, obtendo o acesso a elite nacional nas competições do período seguinte por pouco não obtém a qualificação para a Copa CEV 2011-12 após colocação final do campeonato nacional da divisão de elite.
No período esportivo 2011-12 o time se reforçou e avançaram a fase de playoffs após terminar a fase classificatória em segundo lugar, após eliminação nas semifinais, conquistaram o terceiro posto e a qualificação para a Copa CEV 2012-13.Na temporada 2012-13  avançaram a fase de quartas de final na mencionada Copa CEV, e conquistaram o vice-campeonato na Liga A Francesa, obtendo a qualificação para a Liga dos Campeões da Europa de 2013-14.
Na edição da Liga dos Campeões da Europa de 2013-14 o clube passou por uma experiencia inesquecível, não só para jogadoras, mas treinadores e voluntários e com apoio do público nos jogos do time na competição, terminando e,m terceiro na Liga A Francesa e garantua participação na Copa CEV de 2014-15, terminando na quinta posição.

## Títulos

### Competições Nacionais
Campeonato Francês
- Campeão:2017-18[3]
- Vice-campeão:2012-13[3]

 Copa da França
- Vice-campeão:2016-17[3]e 2017-18[3]

  Campeonato Francês  B
- Campeão:1996-97[3] e 2009-10[3]

### Competições Internacionais
- CEV Champions League: 0